# Roubidoux Spring
Koordinaten: 37° 49′ 29,6″ N, 92° 12′ 5,4″ W
Der Roubidoux Spring ist eine Karstquelle im Staat Missouri in den Vereinigten Staaten.

## Beschreibung

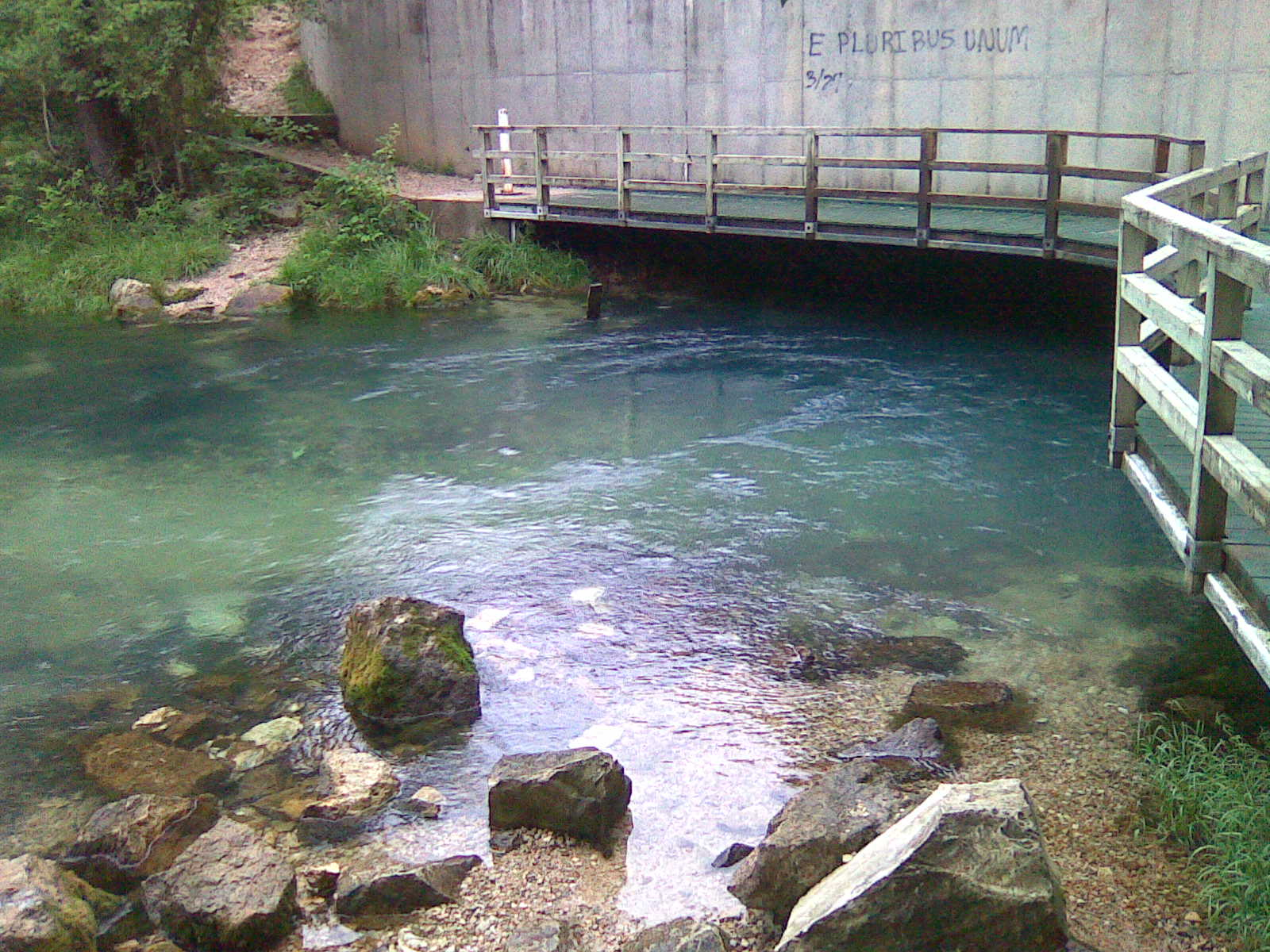
Quellaustritt

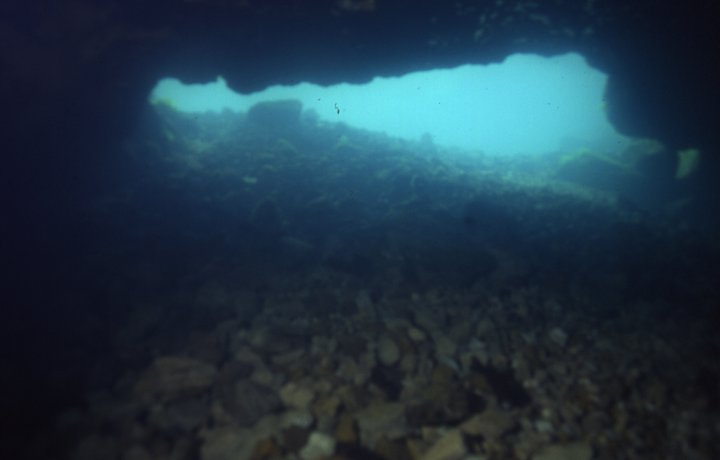
Blick aus der Quelle

Die Quelle befindet sich im Pulaski County südlich des Ortes Waynesville. Sie entspringt am Fuße eines Felsen, der für den Bau einer Straße durch eine große Betonwand verkleidet wurde. Das dem Roubidoux Spring entfließende Wasser, mündet nach wenigen Metern in den Roubidoux Creek. Um die Quelle wurde ein Fußweg auf einem Holzsteg gebaut. Die Karstquelle schüttet im Durchschnitt 1650 l/s. Das Gebiet in der Nähe der Quelle hat sehr intensive Geländeformen im Karst mit vielen Höhlen und Quellen.